# Schietwilg
Schietwilg (Salix alba) is een soort uit de wilgenfamilie (Salicaceae). Het is een tweehuizige boom die van nature voorkomt in de Benelux.

## Beschrijving
Schietwilg is een zeer snel groeiende boom die tot 30 m hoog wordt. De zilverig beharing, verspreid staande bladeren zijn vier of meer keer zo lang als breed. De bladrand is vlak en de zijnerven aan de onderzijde springen niet uit.

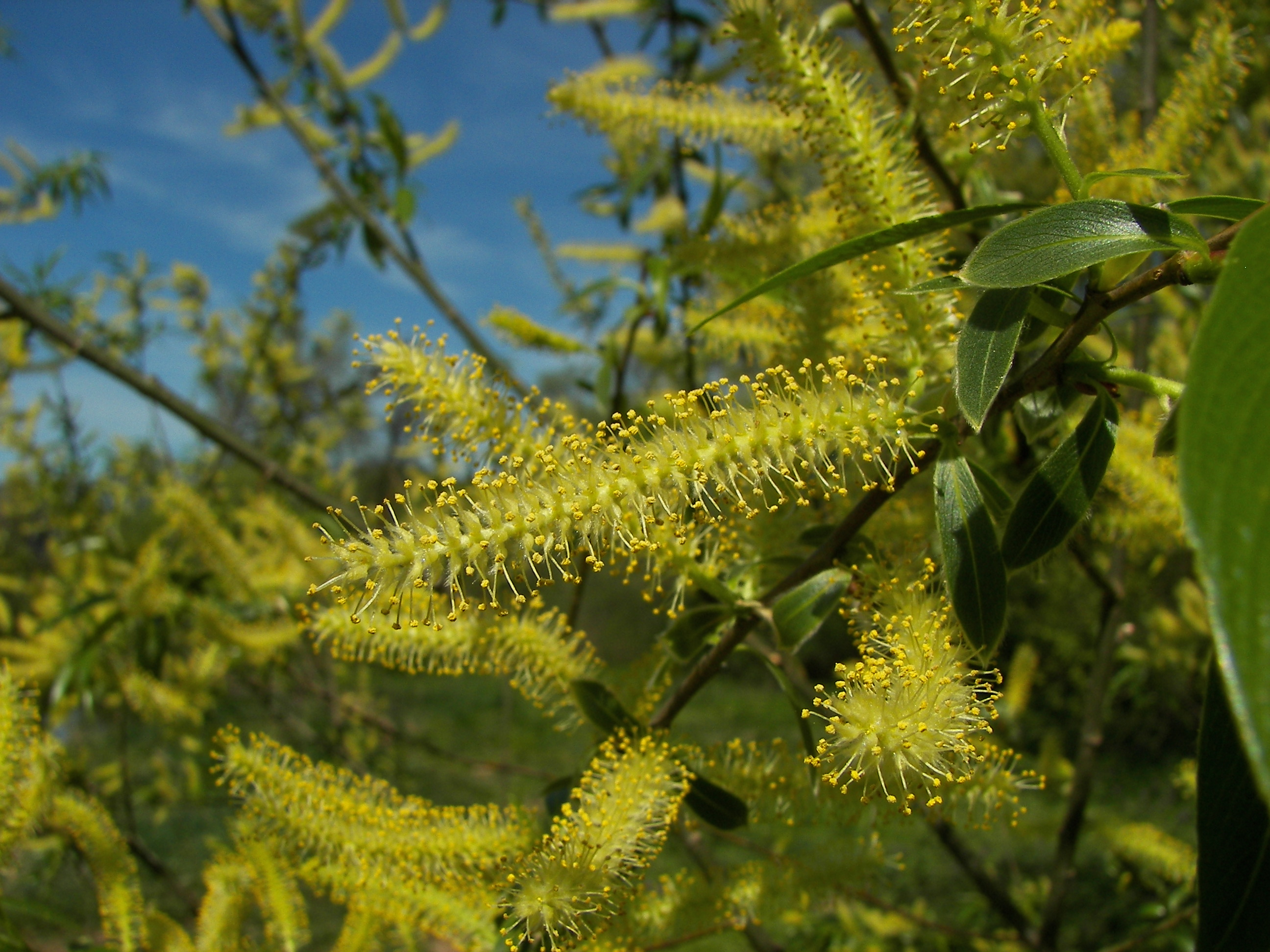
Bloeiwijze

Schietwilg bloeit in april en mei. De schutbladen zijn geelgroen en niet gevlekt. De bloeiwijzen zijn katjes, die tegelijk met de bladeren verschijnen. Schietwilg is tweehuizig: de katjes bestaan of alleen uit mannelijke bloemen of alleen uit vrouwelijke. De stijlen en stempels van de vrouwelijke bloemen zijn kort en de helmknoppen van de mannelijke katjes zijn geel. De vrouwelijke bloemen hebben één honingklier en de mannelijke twee.
De vrucht is een doosvrucht en de zaden hebben een haarkuif.
In de Lepelaarplassen bij Almere staat een eenstammige schietwilg met een stamomtrek van 5,95 meter. Een nog dikkere schietwilg staat in het Wilgenbos in Almere. Het betreft een meerstammige wilg met een indrukwekkende stamomtrek van 7,64 meter (2023). Beide bomen zijn waarschijnlijk spontaan ontstaan uit een aangewaaid wilgenzaadje, net na het droogvallen van Zuidelijk Flevoland in 1967.

## Ecologie
Schietwilg groeit hoofdzakelijk op vochtige tot natte, eutrofe tot mesotofe bodems. Ze komt veel voor in ooibossen. De soort is goed bestand tegen stromend water maar heeft een hekel aan stilstaand water. Wanneer de grond van een schietwilgenbos uitdroogt, dan zullen daar in de successie essen de plaats van schietwilg innemen. Ook komt schietwilg, met name als knotwilg, voor langs sloten en wegen. Deze boomsoort trekt veel insectenfauna aan, zoals de wilgenhoutrups (Cossus cossus) en bijen (wilgenkatjes).

### Syntaxonomie
In de syntaxonomie staat schietwilg te boek als kensoort voor de klasse van wilgenvloedbossen en -struwelen (Salicetea purpureae).

## Toepassingen
In de bast van de wilg zit salicylzuur, een grondstof van aspirine. Omdat de plant salicine en looizuur bevat, heeft deze een koortswerende, pijnstillende en zuiverende werking.
Schietwilg wordt met kraakwilg en katwilg gebruikt als knotwilg.
Salix alba var. coerulea wordt gebruikt voor de aanmaak van cricketbats. Ook kan er touw gemaakt worden van de bast.

## Cultivars
- Salix alba 'Britzensis' ook wel 'Chermesina', heeft oranje tot rode twijgen
- Salix alba 'Hutchinson's Yellow', heeft gele takken
- Salix alba 'Vitellina', (bindwilg) heeft gele takken
- Salix alba  'tristes' (treurwilg) heeft hangende takken